# Porto Calvo (ort)
Porto Calvo är en ort i Brasilien.   Den ligger i kommunen Porto Calvo och delstaten Alagoas, i den östra delen av landet, 1 600 km nordost om huvudstaden Brasília. Porto Calvo ligger 20 meter över havet och antalet invånare är 17 346.
Terrängen runt Porto Calvo är platt. Närmaste större samhälle är Matriz de Camaragibe, 19,0 km sydväst om Porto Calvo.
Omgivningarna runt Porto Calvo är en mosaik av jordbruksmark och naturlig växtlighet. Runt Porto Calvo är det ganska tätbefolkat, med 90 invånare per kvadratkilometer.